# Майкъл Крайтън
Майкъл Крайтън (на английски: John Michael Crichton, е американски писател на бестселъри в жанра медицински научнофантастичен трилър.

## Биография и творчество
Майкъл Крайтън е роден 23 октомври 1942 в Чикаго, Илинойс, САЩ. Когато е бил на 6 години, семейството му се преселва в Рослин, предградие на Ню Йорк. На 14-годишна възраст Майкъл публикува в Ню Йорк Таймс своите пътни бележки и оттогава винаги е чувствал привличане към литературното творчество.
През 1960 г. завършва училище и постъпва в Харвард с намерението да учи за писател. Но стилът му непрекъснато е предизвиквал забележки от професорите и оценките му винаги били много ниски. Той предположил, че проблема със стила не е в него, а в преподавателите и им пробутал като своя разработка едно есе на Джордж Оруел. Професорът поставил на Оруел оценка три плюс и Майкъл окончателно се убедил, че Харвардските мерки не са за него.
Завършвайки университета през 1965 г. с посредствени оценки, той решава да смени областта на интересите си и се заема с антропология в британския Кембридж, където е премиран за успехи в едногодишната експедиция в Европа и Северна Африка. Връщайки се в Щатите, Крайтън решава да стане доктор и през 1969 г. завършва Харвардското медицинско училище – между другото, никога не е подавал молба за лицензиране на частна практика. През всичките тези години е писал трилъри под различни псевдоними, а един от неговите романи, „A Case of Need“, получава премията „Едгар“ като най-добрия детективски роман на годината.
Крайтън е един от малкото автори използващи множество псевдоними при издаването на своите книги Джон Ландж („Lange“ е фамилия в Германия, което означава „дълъг“. Крайтън ползва псевдонима заради закачките с високия му ръст по времето на следването му в Harvard Medical School), Джефри Хъдсън, (сър Джефри Хъдсън е известно джудже от 17 век в двора на кралица Хенриета Мария на Англия. Псевдонима също има закачка с високия му ръст). Книгата „A Case of Need“ е написана под псевдонима Хъдсън. Той пише в съавторство с по-малкия си брат под споделения псевдоним Майкъл Дъглас. Като снимка на задната корицата автора използва снимка на брат си като млад.
През 1969 г. излиза романът „Щамът Андромеда“, който бързо става бестселър и скоро след това е екранизиран. През следващите години Крайтън активно пише художествени и публицистични книги, сценарии, работи като режисьор в няколко филма – в това число филмът „Westworld“, в който той, един от първите, използва цифрова техника за получаване на специални ефекти. Крайтън е удостоен с множество литературни и кинематографични премии, критиците го наричат „бащата на технотрилъра“. Живее в Лос Анджелис.
Майкъл Крайтън се е интересувал от екстрасензорни явления и е участвал в екстрасензорни експерименти.
През 2000 г. на негово име е наречен нов вид Анкилозавър „Bienosaurus crichtoni“, а през 2003 г. динозавърът броненосец „Crichtonsaurus bohlini“.
Той се жени пет пъти и четири брака завършват с развод. Той е бил женен за Сузана Чайлдс, Джоан Рейдъм (1965 – 1970), Катлийн Сейнт Джонс (1978 – 1980), и актрисата Ан-Мари Мартин (1987 – 2003), майка на дъщеря му Ан Тейлър (родена 1989). Към момента на смъртта му, Крайтън е бил женен за Шери Александър, бременна в шестия месец със сина им Джон Майкъл Тод Крайтън, роден на 12 февруари 2009 г.
Майкъл Крайтън умира от рак в Лос Анджелис, САЩ на 4 ноември 2008 г.
| „            | Той беше добър човек и умря прекалено млад... Прекалено млад... | “ |
| Рей Бредбъри |                                                                 |   |

## Произведения

### Като Джон Ленг
- Odds On (1966)
- Scratch One (1967)
- A Case of Need (1968)
Аборт, изд. „Матекс : Елма“ София (1995), прев. Люба Енчева и др.
В случай на нужда, изд. „Делакорт“ (1999), прев. Люба Енчева и др.
- Easy Go (1968) – издадена като „The Last Tomb“ (1974)
Пясък през пръстите , ИК „Бард“, София (2014), прев. Мария Панева, ISBN 978-954-655-477-2
- The Venom Business (1969)
- Zero Cool (1969)
Левакът, изд. ИК „Бард“ София (2014), прев. Владимир Германов
- Drug of Choice (1970)
Дрога : идеалната субстанция, ИК „Бард“ (2014), прев. Владимир Германов, ISBN 978-954-655-496-3
- Grave Descend (1970)
- Binary (1972)

### Като Джефри Хъдсън
- A Case of Need (1968)

### Като Майкъл Дъглас
- Dealing (1971)

### Като Майкъл Крайтън

#### Самостоятелни романи
- The Andromeda Strain (1969)
Щамът Андромеда, изд.: „Отечество“, София (1979, 1980), прев. Снежана Славова
Щамът Андромеда, изд.: „Литера“ (1994), прев. Мира Антонова
- The Terminal Man (1972)
- The Great Train Robbery (1973)
Големият влаков обир, изд. ИК „Селекта“ (2000), прев. Пламен Ставрев, Васил Антонов, ISBN 953-837-154-5
- Westworld (1974)
- Eaters of the Dead (1976) – издаден и като „The 13th Warrior“
Тринадесетият воин: Или ръкописът на Ибн Фадлан, в който се разказва за неговите преживявания сред Нордмените през 922 г. след Христа, изд. ИК „Селекта“ (1999), прев. Пламен Ставрев, ISBN 954-837-156-1
- Congo (1980)
Конго, изд. ИК „Коала“ (1996), прев. Тодор Стоянов
- Sphere (1987)
Сфера, изд. ИК „Бард“ (1994), прев. Юлиян Стойнов
- Rising Sun (1991)
Изгряващо слънце, изд. ИК „Хемус“, София (1993), прев. Боян Панчев
- Disclosure (1994)
Разкриване, изд. ИК „Хемус“, София (1995), прев. Вера Георгиева
- Twister (1996) – с Ан-Мари Мартин
- Airframe (1996)
Въздушна клопка, изд. „Коала“ (2003), прев. Веселин Лаптев, ISBN 954-530-038-8
- Timeline (1998)
Фатален срок, изд. ИК „Хемус“ (2000), прев. Любомир Николов, ISBN 954-758-001-9
- Prey (2002)
Жертвата, изд. ИК „Бард“ (2002), прев. Крум Бъчваров, ISBN 954-585-397-2
- State of Fear (2004) 
Състояние на страх, изд. ИК „Бард“ (2005), прев. Милена Илиева, ISBN 954-585-637-8
- Next (2006)
Ген, изд. ИК „Бард“ (2007), прев. Милена Илиева, ISBN 978-954-585-803-1

издадени посмъртно
- Pirate Latitudes (2009)
Пиратски ширини, изд. ИК „Бард“ (2010), прев. Венцислав Божилов, ISBN 978-954-655-101-6
- Micro (2011) – довършена от Ричард Престън
Микро, изд. ИК „Бард“ (2012), прев. Венцислав Божилов, ISBN 978-954-655-287-7
- Dragon Teeth (2017)
Драконови зъби, изд. ИК „Бард“, София (2018), прев. Владимир Германов
- The Andromeda Evolution (2019) – с Даниъл Уилсън

#### Серия „Джурасик парк“ (Jurassic Park)
1. Jurassic Park (1990)
Джурасик парк, изд. ИК „Хемус“, София (1990, 1997, 2015), прев. Владимир Германов, ISBN 954-428-054-5
Юрски парк, ИК „Хемус“ (1993), прев. Ралица Ботева
2. The Lost World (1995)
Изгубеният свят, изд. ИК „Хемус“, София (1997, 2015), ИК „Бард“ (2003), прев. Ралица Ботева, ISBN 954-428-154-1

#### Документалистика
- Dealing: Or the Berkeley-to-Boston Forty-Brick Lost-Bag Blues (1970) – в съавторство с брат си Дъглас Крайтън
- Five Patients (1970)
- Jasper Johns (1977)
- Electronic Life (1983)
- Travels (1988)